# Cryptomeigenia illinoiensis
Cryptomeigenia illinoiensis là một loài ruồi trong họ Tachinidae.